# Ana Kucinski
Ana Rosa Kucinski Silva (São Paulo, 12 de enero de 1942 - 22 de abril de 1974) fue una profesora universitaria de química y militante social y política brasileña. Miembro de la organización Acción Libertadora Nacional (ALN), víctima de la última dictadura militar en Brasil, desapareció junto con Wilson Silva, su marido, a la edad de 32 años en 1974.

## Breve reseña
Ana era una de las más jóvenes y prominentes docentes del Instituto de Química de la Universidad de São Paulo. El 22 de abril de 1974 ella desaparece junto con su esposo, un físico y también un activista de ALN, Wilson Silva.
Un año después Ana fue despedida del Instituto de Química por "abandono de la función", cuando todos sabían que esto no había sucedido. Sus familiares registraron todos los lugares de prisión con la esperanza de recibir noticias o información, pero no pudieron hacerlo.
Esta desaparición causó gran repercusión en la sociedad paulista, generando el pedido de un habeas corpus, el reclamo del arzobispo de São Paulo Paulo Evaristo Arns y de la Comisión de Derechos Humanos de la Organización de los Estados Americanos (OEA), pese a todas estas iniciativas, no hubo respuesta de la dictadura brasileña sobre el paradero de la pareja.
Su padre, Majer Kucinski, luchó incansablemente para obtener información y se convirtió en un símbolo de la lucha de los familiares de los políticos desaparecidos. Cuarenta años después del secuestro de la docente por agentes de la dictadura, en abril de 2014, la Universidad de San Pablo reconoce su error y anula su despido por "abandono de trabajo". En la actualidad Ana y Wilson Silva todavía permanecen desaparecidos.

## Homenajes
En 2011 Bernardo Kucinski, hermano de Ana, publica el libro "K", en el que narra, a través de la ficción, la búsqueda de su padre para encontrar a su hija.
En 2014 se inaugura un monumento en homenaje a Ana en los jardines del Instituto de Química de la Universidad de San Pablo.